# (20977) 1981 EN7
A (20977) 1981 EN7 a Naprendszer kisbolygóövében található aszteroida. Schelte J. Bus fedezte fel 1981. március 1-jén.